# André Schott
Pour les articles homonymes, voir Schott.
André Schott (en latin Andreas Scottus), né le 12 septembre 1552 à Anvers (Pays-Bas méridionaux) et décédé dans la même ville le 23 janvier 1629, était un prêtre jésuite brabançon, linguiste, humaniste et écrivain de renom.

## Biographie
Après des études primaires et secondaires dans sa ville natale d’Anvers, Schott fréquente le  ‘Collège des trois langues’ de Louvain, où il suit les cours du latiniste Cornelius Valerius. Il étudie également la philosophie et obtient le titre de Maître ès arts en 1573. Les émeutes politico-religieuses de 1576 le font quitter Louvain. Après quelque temps à Douai il s’installe à Paris où il se lie d’amitiés avec les humanistes Augier de Busbecq, Isaac Casaubon et Joseph Scaliger. Il se rend en Espagne en 1579 ou il enseigne le grec à Tolède (1580-1583) et Saragosse (1583-1586). Il y est ordonné prêtre le 17 avril 1584.
Apprenant que sa ville natale, Anvers, s’était rendue à l’armée espagnole d’Alexandre Farnèse  (fin du siège d’Anvers le 17 août 1585) Schott entre dans la Compagnie de Jésus, en accomplissement d’un vœu qu’il avait fait. Il fait son noviciat à Saragosse, en Espagne, de 1586 à 1588. Après le noviciat il complète sa formation théologique à Valence.

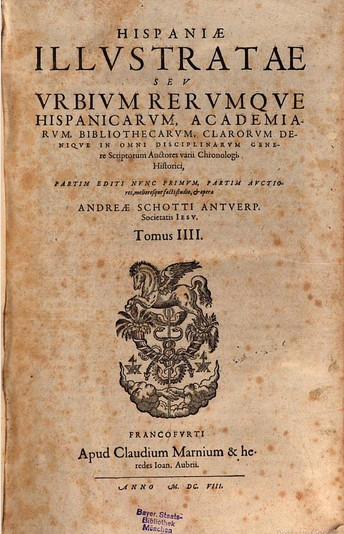
Tome IV de la Hispania illustrata

Schott est ensuite nommé professeur de théologie au collège jésuite de Gandia (1590-1593). En 1593 il est appelé à Rome par le supérieur général des jésuites Claudio Acquaviva pour y prendre la succession de Francesco Benci récemment décédé: il enseigne la rhétorique au Collegio Romano (1594-1597).
En 1597 il est de retour dans sa ville d’Anvers pour y rester jusqu’à la fin de sa vie. Il se joint à un groupe d’écrivains et érudits jésuites  dirigés par Charles Scribani. Ses contacts avec Paris, l’Espagne et Rome lui sont utiles dans ses rapports avec les humanistes des Pays-Bas, donc plusieurs sont en marge du catholicisme. Il se lie d’amitié avec Christophe Plantin, Abraham Ortel et Théodore Poelman. Mais - sa longue et abondante correspondance en fait foi - c’est avec Juste Lipse qu’il est particulièrement lié.
André Schott meurt le 23 janvier 1629, à la maison professe des jésuites d’Anvers.

## Œuvres
Ses œuvres et écrits relèvent de la philologie, de la numismatique comme de la littérature mais surtout de l’histoire de l’Antiquité classique et de l’Église. Outre une étude sur la vie des empereurs romains il publie un traité sur la composition latine de style cicéronien. Avec sa ‘liste de proverbes grecs’ il tente une synthèse de la sagesse de la Grèce antique. Il contribue également à la patrologie avec une nouvelle édition des lettres de Saint-Jérôme, incluant 600 lettres inédites, ainsi que de saint Isidore de Péluse. Ses traductions latines, souvent rapides, sont parfois critiquées par un éminent contemporain, Jacques Sirmond.
Il est à compter parmi ceux qui contribuèrent à la volumineuse ‘Hispania illustrata' et est l’auteur de la Hispaniae Bibliothecae, encyclopédie d’écrivains, d’ecclésiastiques, d’académies et de diverses généalogies des royaumes d’Espagne. Il traduisit également en espagnol les biographies de jésuites de la première génération /(François Borgia, Alphonse Salmeron, Diégo Lainez), composées par Pedro de Ribadeneyra.
Travailleur infatigable dont l’érudition était vaste Schott produisit énormément, ignorant souvent les critiques qui lui étaient faites. En humaniste chrétien convaincu il estimait que le travail des lettres était une manière éminente de rendre gloire à Dieu.

## Écrits

### Andreas Schottus (auteur)
- Hispaniae illustratae Scriptores vari, 3 vol., Francfort, 1603-1608.
- De vita et moribus imperatorum romanorum, Anvers, 1579.
- De instauranda Ciceronis imitatione, Tournai, 1610.
- B.Hieronymi epistolarum selectarum libri tres, Tournai, 1610.
- Adagia Graecorum, Anvers, 1612.
- Annotationum Spicilegium
- Adagia sacra Novi Testamenti, 1612.
- S.Isidori Pelusiotae epistolae hactenus ineditae, Anvers, 1623.

### Andreas Schottus (éditeur)
- Aurelius Victor (1577)
- Origo gentis romanae[1], (Plantin, 1579) manuscrit qui faisait partie de la collection de l'humaniste Theodore Poelmann, imprimé avec De Viris illustribus Urbis Romae, De Caesaribus, De Vita et Mortis Imperatorum Romanorum[2]
- De situ orbis spicelegio auctus de Pomponius Mela (Anvers 1582)
- Tabulae rei nummariae Romanorum Graecorumque (1605)
- Sénèque l'Ancien (1607)
- Commentarius in Aemilium Probum (1609) commentaire sur Aemilius Probus
- Photii bibliotheca graeco-latina (1611)
- Proverbes de Diogénien (1612)
- Chrestomathy of Proclus (1615)
- In Ciceronem Annotationes: Quibus lectiora eiusdem carmina accedunt de Carolus Langius (Charles Langius)
- Antonini Augusti Provinciarum